# Georges Rivière (Kunstkritiker)

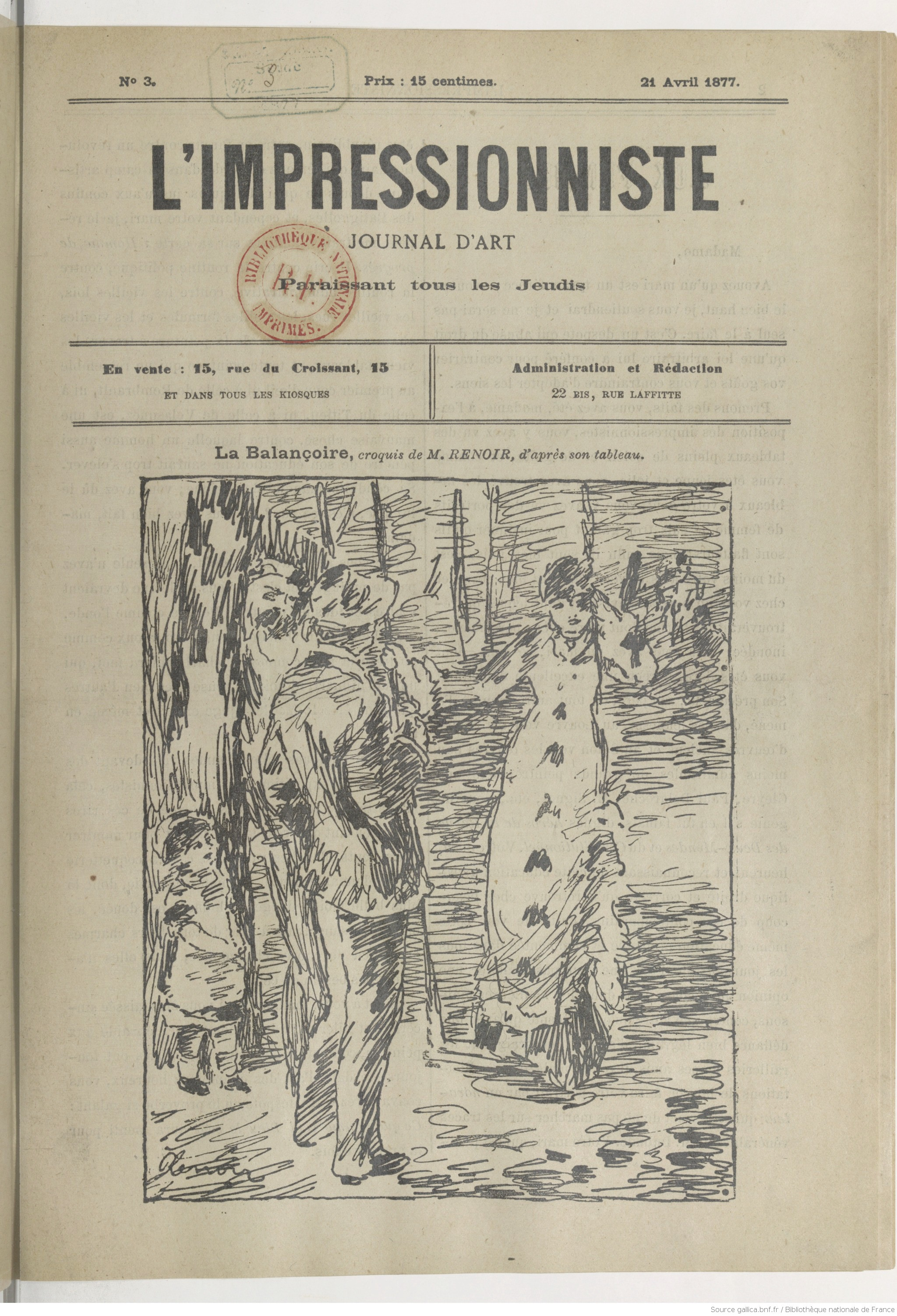
Georges Rivière: L’impressionniste – Kunstzeitschrift, 21. April 1877

Georges Rivière (* 29. März 1855 in Vaugirard, Paris; † 16. Februar 1943 ebenda) war ein französischer Maler, Kunstsammler, Kunstkritiker und Chefredakteur des Journals L’Impressionniste.

## Leben
Georges Rivière wuchs in Paris auf und studierte Malerei. Bei der ersten Impressionisten-Ausstellung im Jahr 1874 lernte er Pierre-Auguste Renoir kennen, mit dem ihn eine lebenslange Freundschaft verband. 1877 gründete er zur Begleitung der dritten Impressionisten-Ausstellung die Zeitschrift L’Impressionniste. In den fünf Ausgaben, die im April 1877 erschienen, veröffentlichte er Kunstkritiken, die die Impressionisten maßgeblich förderten. Nach Renoirs Tod im Jahr 1919 setzte Rivière seine publizistische Tätigkeit fort und veröffentlichte bis zu seinem eigenen Tod im Jahr 1943 mehrere Monografien über wichtige Impressionisten und Postimpressionisten. Er starb in seinem Pariser Wohnsitz im 14. Arrondissement.

## Werk

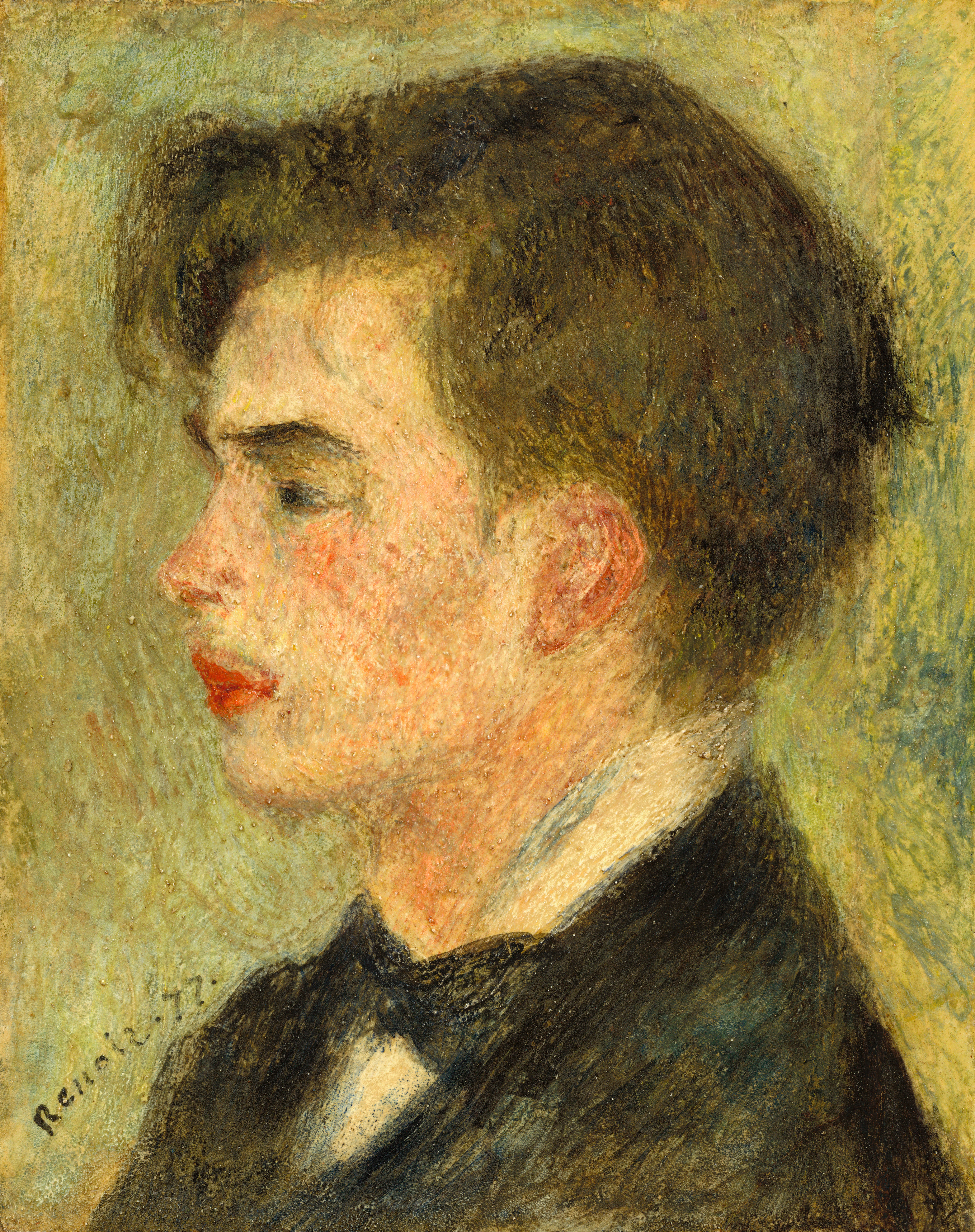
Porträt Georges Rivière von Pierre-Auguste Renoir, 1877. National Gallery of Art, Washington, D.C.

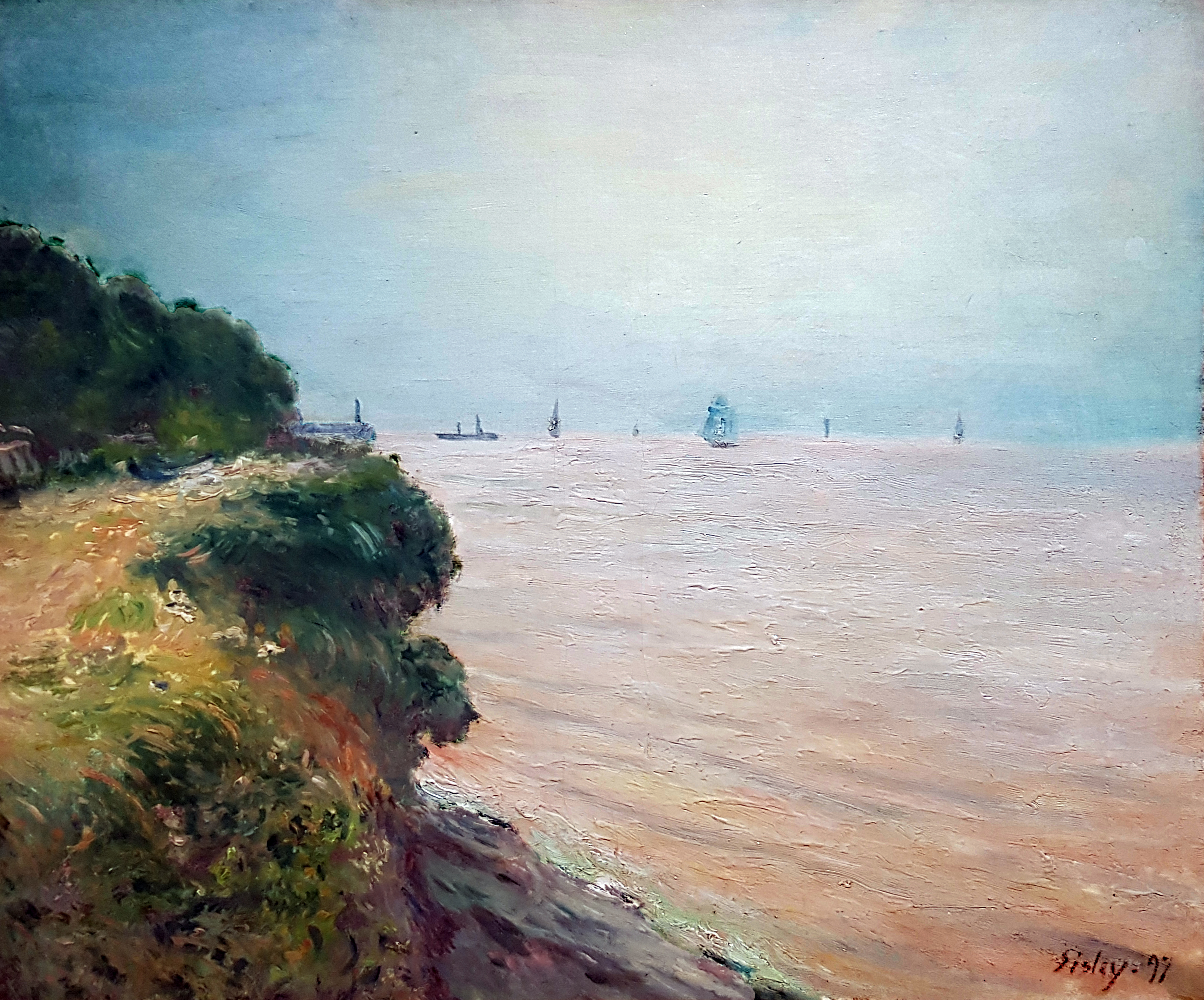
Alfred Sisley: Langland Bay, 1897. Wallraf-Richartz-Museum & Fondation Corboud, Köln

Georges Rivière verfasste prägnante, oft polemische Kunstkritiken, die sich klar zugunsten des Impressionismus positionierten. In L’Impressionniste verteidigte er die Werke von Renoir und anderen gegen konservative Kritiker und präsentierte Illustrationen von Mitgliedern des Impressionistenkreises wie Caillebotte, Degas und Sisley. Später erweiterte er sein Schaffen um ausführliche kunsthistorische Monografien, in denen er Künstlerporträts sorgfältig recherchierte und analysierte.